# Pelópidas
Pelópidas (en griego antiguo: Πελοπίδας; ca. 420 a. C.-364 a. C.) fue un político y militar tebano.

## Biografía
Fue miembro de una distinguida familia y dueño de una considerable fortuna que gastaba en sus amigos mientras que él se dedicaba a llevar la vida de un atleta. En 384 a. C. sirvió en un contingente tebano enviado para ayudar a los espartanos en Mantinea, y fue en esa batalla en la que fue herido peligrosamente y salvado por Epaminondas.
En la época en la que los espartanos tomaron la ciudad de Tebas (383 o 382 a. C.), huyó a la ciudad de Atenas y dirigió una conspiración para liberar su ciudad. En 379 a. C. su partido atacó por sorpresa, asesinó a sus oponentes políticos y levantó al pueblo contra la guarnición espartana que quedaba en la ciudad. La guarnición se rindió al ejército que Pelópidas había logrado reunir.
En este y en los siguientes años fue elegido beotarca, y alrededor del año 375 a. C. logró vencer a una fuerza espartana más grande en Tegira (cerca de Orcómeno). La victoria la obtuvo principalmente gracias al valor del Batallón Sagrado de Tebas, un cuerpo de élite de 300 soldados profesionales.
En la batalla de Leuctra (371 a. C.) contribuyó en gran medida al éxito de las nuevas tácticas de Epaminondas gracias a la velocidad que logró imprimir al Batallón Sagrado a la hora de lanzarse al enfrentamiento con los espartanos.
En 370 a. C. acompañó a su amigo Epaminondas en su marcha en la exitosa campaña en el Peloponeso. A su retorno, sin embargo, ambos fueron acusados de haber retenido su cargo más allá del plazo legalmente establecido, aunque la acusación no prosperó.
En 369 a. C., en respuesta a una petición de ayuda de Tesalia, Pelópidas fue enviado al frente de un ejército contra Alejandro de Feras. Tras expulsar a Alejandro, entró en Macedonia y arbitró entre los distintos candidatos al trono. Al mismo tiempo, y buscando asegurar la influencia de Tebas en la región, se llevó a una serie de rehenes con él, incluyendo al hermano del rey, el que se convertiría más tarde en el rey Filipo II de Macedonia.
Al año siguiente Pelópidas fue vuelto a llamar para que interfiriese en Macedonia, pero cuando sus mercenarios desertaron, se vio obligado a llegar a un acuerdo con Ptolomeo de Aloros. A su vuelta a través de Tesalia fue capturado por Alejandro de Feras, y fueron necesarias dos expediciones tebanas para conseguir que fuera liberado.
En 367 a. C. Pelópidas se dirigió con una embajada al rey persa y le indujo para arbitrar un acuerdo entre las polis griegas que fuese favorable para los intereses tebanos. En 364 a. C. recibió otra llamada de auxilio de las ciudades tesalias contra Alejandro de Feras. Un eclipse de Sol provocó que no pudiese llevar consigo más que un puñado de soldados, pero a pesar de ello logró vencer al tirano en Cinoscéfalas. Sin embargo, deseando matar a Alejandro con sus propias manos, se lanzó al ataque sin la suficiente precaución y murió a manos de la guardia personal de este.